# Lidský terč (seriál)
Lidský terč (v anglickém originále Human Target) je americký akční televizní seriál, volně natočený na motivy komiksových příběhů Human Target vydavatelství DC Comics. Premiérově byl vysílán v letech 2010–2011, kdy ve dvou řadách vzniklo celkem 25 dílů.
Podle stejného komiksu byl v roce 1992 natočen seriál Human Target.

## Příběh
Christopher Chance, bývalý nájemný vrah, působí v San Franciscu jako nezávislý bodyguard, vyšetřovatel a bezpečnostní expert. Najímají si ho lidé, kteří se ocitají v nebezpečí a policie jim není schopná (nebo ochotná) pomoci. Chanceovi pomáhá bývalý detektiv Wilson a brutální, ale schopný a záhadný žoldák Guerrero. Ve druhé řadě se k nim přidá i jejich bývalá klientka, miliardářka Ilsa Pucci, která převezme záštitu nad Chanceovou agenturou, a zlodějka Ames.

## Obsazení
- Mark Valley (český dabing: Lukáš Hlavica) jako Christopher Chance
- Chi McBride (český dabing: Zdeněk Junák) jako Laverne Winston
- Jackie Earle Haley (český dabing: Zdeněk Mahdal) jako Guerrero
- Indira Varma (český dabing: Vanda Hybnerová) jako Ilsa Pucci (2. řada)
- Janet Montgomery (český dabing: Anna Remková) jako Ames (2. řada)

## Vysílání
| Řada | Díly | Premiéra v USA     | Premiéra v USA | Premiéra v ČR   | Premiéra v ČR     |
| Řada | Díly | První díl          | Poslední díl   | První díl       | Poslední díl      |
| ---- | ---- | ------------------ | -------------- | --------------- | ----------------- |
| 1    | 12   | 17. ledna 2010     | 14. dubna 2010 | 29. června 2011 | 19. července 2012 |
| 2    | 13   | 17. listopadu 2010 | 9. února 2011  | 16. února 2013  | 18. května 2013   |

První řada seriálu byla vysílána na stanici Fox od ledna do dubna 2010, druhá sezóna od listopadu 2010 do února 2011. V Česku byl seriál poprvé postupně vysílán mezi lety 2011 a 2013 na stanicích Nova a Fanda.